# Distretto di Bia
Il distretto di Bia (ufficialmente Bia District, in inglese) era un distretto della Regione Occidentale del Ghana.
Nel 2012 è stato soppresso, il territorio è stato suddiviso nei distretti di Bia Est (capoluogo: Asokore Adaborkrom) e Bia Ovest (capoluogo: Sefwi Essam).